# Albert Esnault
Pour les articles homonymes, voir Esnault.
Albert Esnault, né le 3 janvier 1857 à Paris et mort le 7 mars 1901 dans sa ville natale, est un artiste peintre, dessinateur et graveur français, principalement connu en tant qu'illustrateur et affichiste.

## Biographie
Né le 3 janvier 1857 au no 40 de la rue de la Pépinière, Louis-Olivier-Albert Esnault est le fils de Félicie-Aimée Esnault, née Ferrier, lingère, et de Louis-Désiré Esnault, un employé du ministère de la Marine originaire de Quettreville (Manche).
Entre 1878 et 1880, Albert Esnault grave à l'eau-forte plusieurs portraits d'écrivains pour l'imprimeur-libraire Bécus. Mentionné dans les années 1890 en tant qu'« artiste dessinateur » ou « artiste peintre », Esnault a surtout illustré des livres, des périodiques et des affiches. Il a notamment réalisé des caricatures antisémites pour La Libre Parole illustrée.
Franc-maçon, Esnault a pourtant collaboré au canular de Taxil en dessinant le portrait de la mystérieuse et fictive Diana Vaughan afin d'illustrer un ouvrage antimaçonnique d'Abel Clarin de La Rive, La Femme et l'enfant dans la franc-maçonnerie universelle (Paris, Delhomme et Briguet, 1894, p. 705). Il a également fourni des illustrations au Diable au XIXe siècle de Taxil, en réinterprétant notamment les portraits de démons imaginés par Louis Le Breton pour le Dictionnaire infernal.
En 1895 et jusqu'à sa mort, Albert Esnault habite au no 3 de la rue Tardieu, dans le 18e arrondissement.
Le 14 septembre 1898, il épouse Emma-Ernestine Assailly (1862-1927). Le graveur Auguste Thévenin (1856-1921) figure parmi leurs témoins.
Esnault meurt à la maison de santé Saint-Jean-de-Dieu, rue Oudinot, le 7 mars 1901. Il est inhumé le lendemain au cimetière parisien de Bagneux.

Quelques œuvres d'Albert Esnault
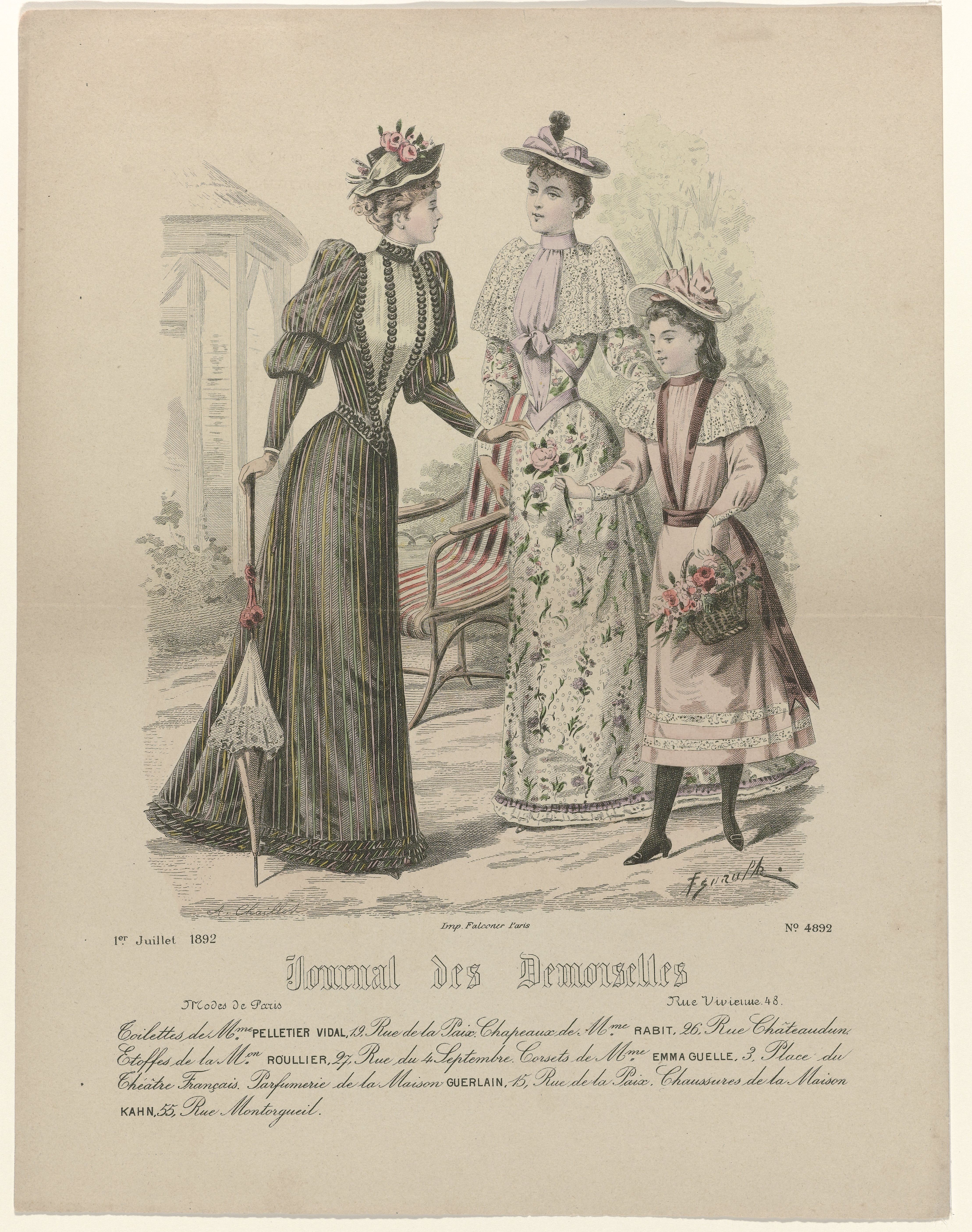
« Toilettes de Mme Pelletier Vidal », Journal des Demoiselles, 1er juillet 1892
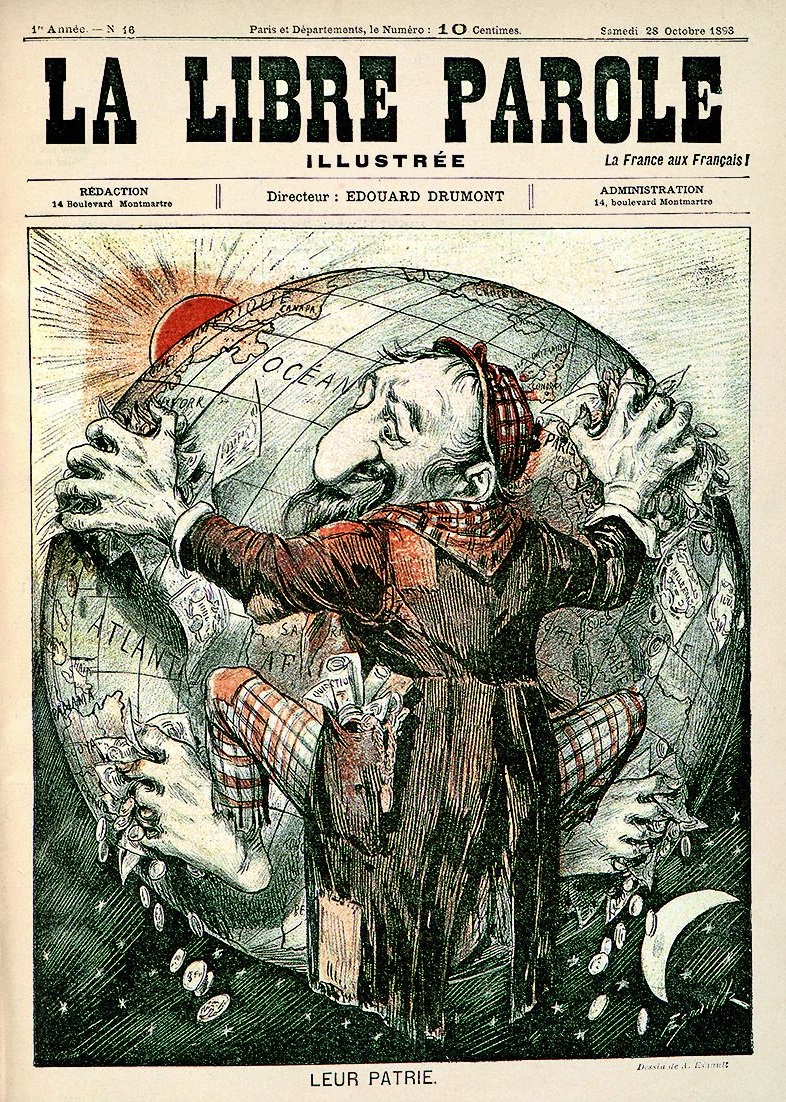
« Leur patrie », La Libre Parole illustrée, 28 octobre 1893
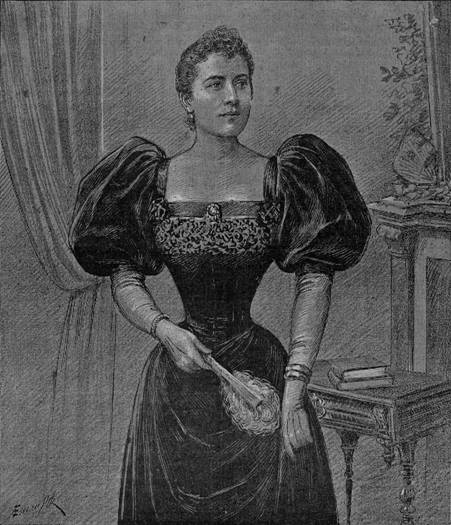
Portrait de Diana Vaughan (1893)
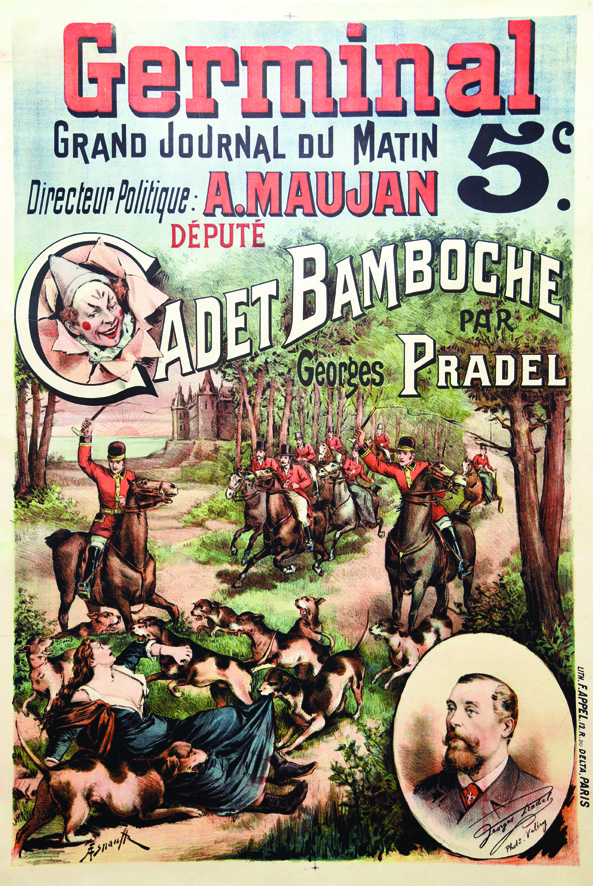
Affiche pour le journal Germinal (1893)
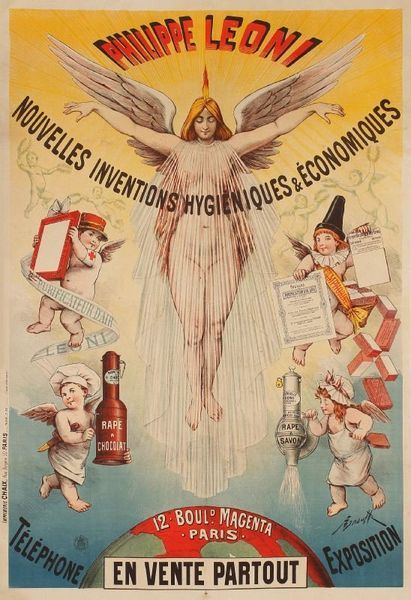
Affiche pour les inventions de Philippe Leoni (1895)

## Ouvrages et périodiques illustrés par Esnault
Liste non exhaustive :
- Job-Lazare, Albert Glatigny : sa vie, son œuvre, avec un portrait à l'eau-forte dessiné et gravé par A. Esnault, Paris, Bécus, 1878 (consultable en ligne sur Gallica).
- Eugène Noël, Rabelais : médecin, écrivain, curé, philosophe, 4e édition ornée d'un portrait inédit gravé à l'eau-forte par A. Esnault, Paris, Bécus, 1880 (consultable en ligne sur Internet Archive).
- Eugène Noël, Molière : son théâtre et son ménage, 3e édition ornée d'un portrait gravé à l'eau-forte par A. Esnault, Paris, Bécus, 1880 (consultable en ligne sur Gallica).
- Le Monde illustré, 17 janvier 1891, p. 60 (consultable en ligne sur Gallica).
- Journal des Demoiselles (plusieurs planches entre 1892 et 1894).
- La Libre Parole illustrée (plusieurs couvertures entre 1893 et 1894).
- Abel Clarin de La Rive, La Femme et l'enfant dans la franc-maçonnerie universelle, Paris, Delhomme et Briguet, 1894 (consultable en ligne sur Internet Archive).